# Черневото
Черневото е заличено село в Северна България, намирало се в община Априлци, област Ловеч. Разположено е на 42°53′ с. ш. 24°51′ и. д. / 42.883333° с. ш. 24.85° и. д. и 502 m надморска височина.